# Lokomotyvas Kaunas
El Lokomotyvas Kaunas fue un equipo de fútbol de Lituania que jugó en la Liga Soviética de Lituania, la primera división de la RSS de Lituania.

## Historia
Fue fundado en el año 1946 en la ciudad de Kaunas como el equipo representante de la compañía ferroviaria de la ciudad al finalizar la Segunda Guerra Mundial.
Ese mismo año participa por primera vez en la Liga Soviética de Lituania donde finaliza en quinto lugar. A año siguiente logra ser el primer equipo de RSS de Lituania en conseguir el doblete al ganar liga y copa, en la primera edición de la Copa Soviética de Lituania luego de la anexión a la Unión Soviética venciendo en la final al Veliava Šiauliai con marcador de 3-2.
Al año siguiente el club desciende de categoría y pierde la final de copa contra el FK Inkaras Kaunas, y termina desapareciendo en 1950.

## Palmarés
- Liga Soviética de Lituania: 1

1947
- Copa Soviética de Lituania: 1

1947

## Entrenadores
- Antana Paulaitis (1947)